# 杨光洪
杨光洪（1943年—），湖北汉阳人，汉族，中华人民共和国政治人物、第十一届全国人民代表大会黑龙江地区代表。

## 生平
毕业于武汉大学汉语言文学专业。加入中共，担任黑龙江省纪委书记。2008年起担任全国人大代表。